# Vasa

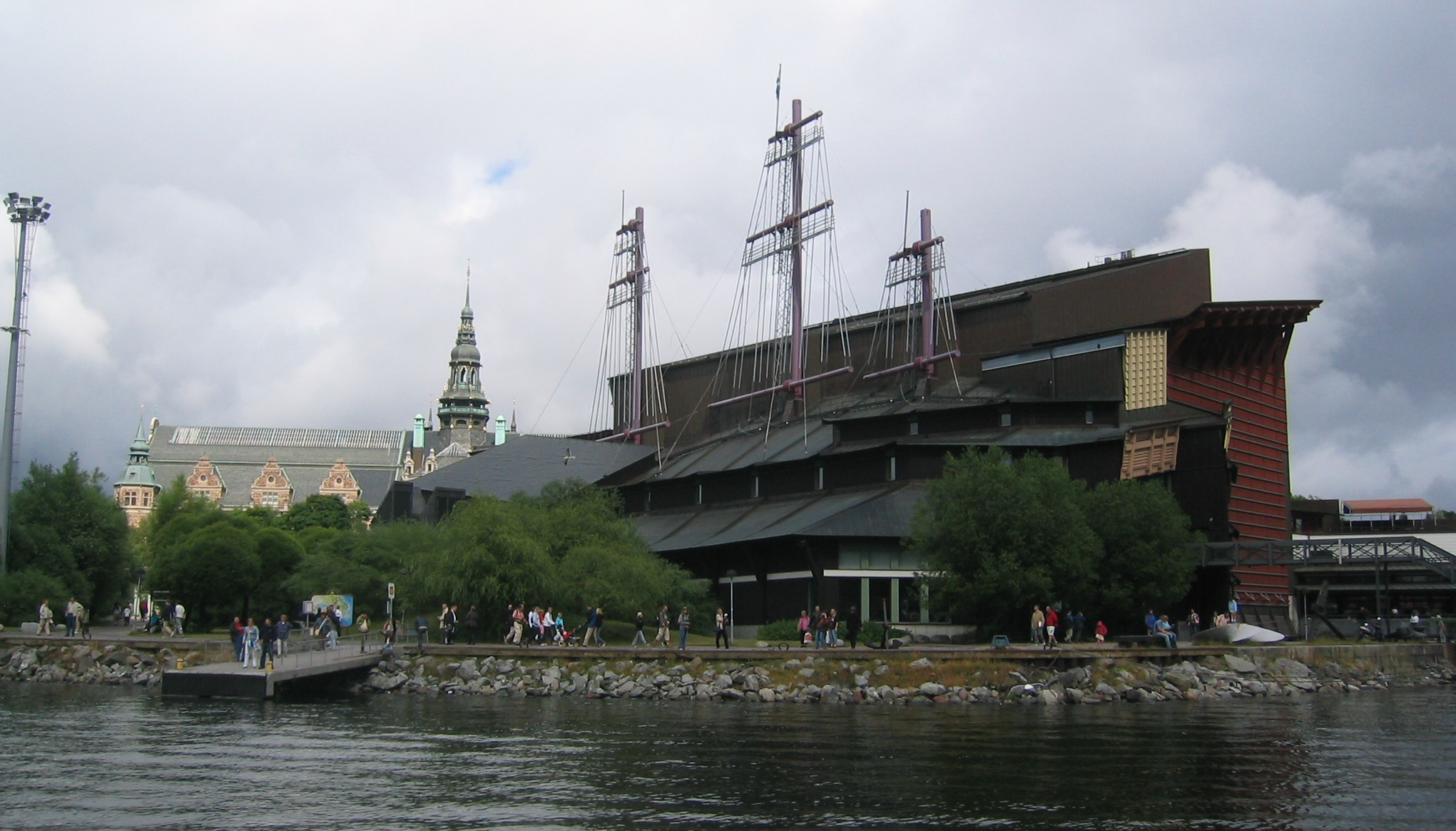
Muzeum Vasa

Vasa je švédská válečná loď postavená v letech 1625–1628 nizozemským stavitelem Henrikem Hybertssonem na příkaz krále Gustava II. Adolfa. Byla pojmenována po vládnoucí dynastii Vasa. Její vrak vyzvednutý v roce 1961 je nyní umístěn ve vlastním muzeu ve Stockholmu.

## Stavba
Na stavbě lodi pracovalo pod vedením stavitele Henrika Hybertssona asi 400 lidí. Měla být jednou z největších a nejlépe vyzbrojených lodí své doby a reprezentovat královskou moc. Plány lodě byly změněny ještě v průběhu prací. Přání krále postavila stavitele před obtížný technický problém, který se mu nepodařilo plně vyřešit. Vysoká bohatě zdobená nástavba se dvěma dělovými palubami a neobvykle vysokým počtem děl snižovala stabilitu lodě. Proto byla na její dno umístěna běžná balastní zátěž (kameny), jejíž množství mělo být ještě zvýšeno.

## První plavba

Trasa krátké plavby Vasy

Na svou první plavbu vyplula Vasa dne 10. srpna 1628 v doprovodu několika dalších lodí. Vypálila jednu slavnostní salvu a když opouštěla přístav, zasáhly ji postupně dva poryvy větru. Prvnímu ještě dokázala odolat, při druhém se ale naklonila tak, že otevřenými dělovými střílnami do ní vnikla voda a Vasa se potopila. Loď se plavila přibližně 1500 metrů a na její palubě zahynulo nejméně 30 členů posádky.

## Příčiny katastrofy
Ke katastrofě Vasy vedla řada dílčích příčin. Stabilita lodi byla zhoršena dodatečnými změnami konstrukce na přání krále Gustava Adolfa. Dále pak nedostatečná balastní zátěž (cca 1/3 nutného balastu) a rovněž okolnost, že kryty střílen děl byly otevřeny. Podíl viny na katastrofě nesou admiralita a rovněž kapitán Söfring Hansson, který potopení Vasy přežil. Hansson byl nejprve uvězněn, avšak později propuštěn a vyšetřování skončilo bez konkrétních závěrů.

## Vyzvednutí
Vasu objevil v roce 1956 soukromý průzkumník Anders Franzén. Byla zachovalá v pozoruhodně dobrém stavu. V Baltském moři se nevyskytuje šášeň lodní, která jinde napadá a likviduje dřevěné lodní vraky. Na hladinu byla vyzvednuta 24. dubna 1961. Spolu s ní i 14 000 dřevěných předmětů včetně 700 soch. Mimo jiné byly ve vraku také nalezeny ostatky 12 osob, z toho dvou mladých žen.
Kuriozitou byla vyzvednutá socha běžce, nápadně podobná soše Paava Nurmiho, která stojí před Olympijským stadionem v Helsinkách. Nakrátko se stala pro švédské archeology malou záhadou. Ve skutečnosti ji ale nedlouho před vyzvednutím na loď umístila skupina finských studentů.

## Konzervace vraku
Dřevo, které leželo po několik století v mořské vodě, musí být po vyzvednutí konzervováno. Ke konzervaci byl použit polyethylenglykol, který prostupuje dřevem a postupně v něm nahrazuje vodu. Proces konzervace trval několik let. V době, kdy Vasa ležela na mořském dně, se ve dřevě nahromadilo množství síry, která nyní reaguje s kyslíkem, vzniká kyselina sírová a ta dřevo dále poškozuje. Stále jsou zkoumány možnosti dlouhodobého uchování vraku.